# پوتسول گروپو
پوتسول گروپو (به ایتالیایی: Pozzol Groppo) یک کومونه در ایتالیا است که در استان آلساندریا واقع شده‌است.

## خصوصیات
پوتسول گروپو ۱۳٫۹ کیلومترمربع مساحت و ۳۹۴ نفر جمعیت دارد و ۲۰۰ متر بالاتر از سطح دریا واقع شده‌است.